# Enterocola ooishiae
Enterocola ooishiae is een eenoogkreeftjessoort uit de familie van de Enteropsidae. De wetenschappelijke naam van de soort is voor het eerst geldig gepubliceerd in 2008 door O'Reilly.